# دلیان بالا
دلیان بالا جماعت و شهرکی در شمال غربی تاجیکستان است که در ناحیهٔ غانچی ولایت سغد قرار دارد. جمعیت این جماعت ۱۶٬۲۹۸ نفر است.